# أحمد رائف (كاتب)
أحمد رائف (توفي في 2011) هو مفكر إسلامي وخبير استراتيجى في الشئون العربية وصاحب أشهر كتاب لتوثيق التعذيب سجَّل فيه وقائع حدثت معه هو شخصياً ومع زملائه خلال الحقبة الناصرية وأطلق عليه (البوابة السوداء) وكان ينتمي إلى جماعة الإخوان المسلمين ويعتبرها المدرسة التي تربى فيها. ولما تم حل الجمعية تم القبض على جميع أعضائها ومنهم الأستاذ أحمد رائف ولما خرج من السجن قرر أن يكتب ما شاهده، واعتقل في 25 أغسطس 1965. ولكن رغم ذلك فإن المرشد العام للإخوان المسملين محمد مهدي عاكف ينكر كونه من الإخوان المسلمين وذلك في حديث له لجريدة المصري اليوم في 24 أكتوبر 2009. ويعد رائف مؤلف شعار «الإسلام هو الحل» الذي تبنته جماعة الإخوان المسلمون في حملاتها الانتخابية منذ ثمانينيات القرن العشرين.
من مؤلفاته: البوابة السوداء / سراديب الشيطان / البعد الخامس / ناصر 67 سنوات القهر والهزيمة / جمال الدين الأفغاني / وتذكروا من الأندلس الإبادة / مستقبل الإسلام في روسيا وما وراء النهر / الخلافة من السقيفة إلى كربلاء
توفي رائف يوم الخميس الموافق 27 يناير 2011 بعد معاناة مع المرض عن عمر يجاوز 70 سنة.
شيع عدد من قيادات جماعة الإخوان المسلمون من بينهم المرشد السابق محمد مهدي عاكف وبعض القيادات السياسية جثمانه من مسجد رابعة العدوية. وكان رائف يستعد لإنتاج فيلم خاص عن حسن البنا مؤسس جماعة الإخوان المسلمون.

## وصلات خارجية
- أحمد رائف.. التحقيق مع أبرياء، برنامج أدب السجون، قناة الجزيرة، 27 يوليو 2005 - الحلقة فيديو
- كتاب البوابة السوداء جزء1 - جزء2 - جزء3 - جزء4 - جزء5 - جزء6
- المفكر الإسلامى أحمد رائف: الإخوان سيتسلمون مفاتيح حكم مصر من يد جمال مبارك، المصري اليوم، 11 مايو 2009
- عاكف: أحمد رائف حاول الوساطة بيننا وبين النظام[وصلة مكسورة]، اليوم السابع، 26 يوليو 2009